# Tuholka, Skole
Tuholka (în ucraineană Тухолька) este o comună în raionul Skole, regiunea Liov, Ucraina, formată numai din satul de reședință.

## Demografie
Componența lingvistică a comunei Tuholka
     Ucraineană (99,27%)
     Alte limbi (0,63%)
Conform recensământului din 2001, majoritatea populației comunei Tuholka era vorbitoare de ucraineană (99,27%), existând în minoritate și vorbitori de alte limbi.